# Vladimir Krutov

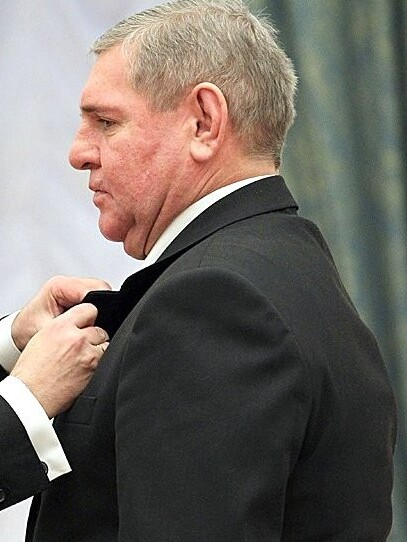
2011

Vladimir Yevgenyevich Krutov - em russo:Владимир Евгеньевич Крутов -  (Moscou, 1 de junho de 1960 - Moscou, 6 de junho de 2012), conhecido como "The Tank", foi um atleta soviético, jogador de hóquei no gelo. 
Ídolo soviético, liderou o time que conquistou dois ouros olímpicos (1984 e 1988) e cinco títulos mundiais na década de 1980 e foi jogador do HC CSKA Moscow de 1978 até 1989 e em seguida, jogou pelo Vancouver Canucks na liga profissional de hóquei no gelo dos Estados Unidos.